# Склянський Георгій Ігорович
Георгій Ігорович Склянський (при народженні Генріх Іцкович Склянський;; нар. 23 квітня 1939, Київ — пом. 4 січня 2007, Москва) — радянський і російський актор, режисер, сценарист, педагог.

## Біографія
Народився 23 квітня 1939 року в Києві. В перші дні німецько-радянської війни батько — гвардії старшина Ігор (Ісак) Аронович Склянський (1911—1996), уродженець Кагарлика — пішов на фронт, після 4-х поранень — інвалід II групи. 29 вересня 1941 року біля Кудрявського узвозу подруга матері витягла його з братом Аліком з натовпу, якого есесівці гнали до Бабиного Яру на розстріл. Протягом 26 місяців окупації Києва переховувався з матір'ю Марією Склянською та братом Сашком у сусідів, всі родичі загинули в Бабиному Яру. Настоятель костелу Святого Олександра на прохання матері згодився хрестити їх у католицтво і дав нові імена. Так Альфред Іцкович став Олександром, а Генріх Іцкович — Георгієм.
У 1957—1959 роках працював актором Київського російського драматичного театру транспорту. У 1958 році дебютував у кіно у фільмі «Роки молоді». У 1959 році вступив на акторський факультет Всесоюзного державного інституту кінематографії (майстерня Сергія Герасимова і Тамари Макарової), який закінчив у 1964 році.
У 1967 закінчив аспірантуру ВДІКу. З 1967 року викладав на кафедрі режисури та акторської майстерності ВДІКу. У 1968 році захистив дисертацію на здобуття наукового ступеня кандидата мистецтвознавства на тему «Деякі проблеми виховання творчого мислення актора».
Актриса і режисер Олена Циплакова згадувала про нього:

…ось був такий педагог на курсі і у  Куліджанова з  Ліозновою, і у  Наумова з  Аловим — Георгій Ігорович Склянський. Він був другим педагогом. Це була дивовижна людина, який працював і з  Бондарчуком, і з Герасимовим. Він був такий тихий, непомітний, який був з хрестом на грудях завжди під сорочкою, і він був дуже тонкий і глибокий чоловік. Ось з ним ми спілкувалися, можливо, навіть більше, ніж з усіма педагогами, тому що дуже багато занять він проводив, і ми завжди у нього бували вдома. Тобто все, що ми робили, ми з ним обговорювали, розмовляли. Це був такий дуже важливий момент.

У 1968—1969 роках був автором-ведучим телевізійного циклу «Мистецтво кіно».
У 1968—1969 і 1976—1980 роках працював другим режисером кіностудії імені Горького. У співавторстві з Сергієм Герасимовим, як другий режисер, написав сценарій телефільму «Червоне і чорне» (1976).
У 1982 році йому було присвоєно вчене звання доцента. 
Помер 4 січня 2007 року, похований на Перепечинському кладовищі в Сонячногірському районі Московської області.

## Фільмографія
- 1958 — Літа молоді
- 1958 — Прапори на баштах
- 1962 — Люди і звірі
- 1963 — Людина, яка сумнівається
- 1964 — Перший сніг
- 1964 — П'ядь землі
- 1965 — Так я прийшов
- 1967 — Журналіст
- 1969 — Злочин і покарання
- 1972 — Таємниця предків
- 1983 — Берег
- 1984 — Майже ровесники
- 1990 — Ворог народу — Бухарін
- 1993 — Троцький
- 1994 — Восьмий день тижня (короткометражний)
- 1995 — Загальний вагон (короткометражний)
- 1999 — Ранок не час для дівчаток (короткометражний)
- 2001 — Шукачі
- 2001 — Годинник без стрілок
- 2003 — Здрастуй, столицю!
- 2004 — Рік коня — сузір'я Скорпіона
- 2007 — Джоконда на асфальті